# Vipera kaznakovi
Vipera kaznakovi er en giftig hugormeart fra familien Viperidae, som er endemisk til Tyrkiet, Georgien og Rusland. Ingen underarter er i øjeblikket anerkendt.

## Etymologi
Det videnskabelige navn, kaznakovi, er til ære for den russiske naturforsker Aleksandr Nikolaevich Kaznakov.